# دهستان بریاجی
بریاجی، دهستانی از توابع بخش مرکزی شهرستان سردشت در استان آذربایجان غربی در ایران است.

## جمعیت
بر اساس سرشماری سال ۱۳۸۵ جمعیت آن ۱۱۶۵۸ نفر (۲۲۹۵ خانوار) بوده است.